# هاري بيدفورد (لاعب كريكت)
هاري بيدفورد (17 يوليو 1907 - 5 يوليو 1968) (بالإنجليزية: Harry Bedford)‏ هو لاعب كريكت بريطاني وبريطاني (وحمل سابقاً جنسية المملكة المتحدة لبريطانيا العظمى وأيرلندا).